# Metabool syndroom
Het metabool syndroom (of metaboolsyndroom), ook wel insulineresistentiesyndroom, stofwisselingssyndroom of syndroom X, is een aandoening van energieverbruik en opslag. 
De diagnose van het metabool syndroom wordt gesteld als er sprake is van abdominale obesitas (populatiespecifieke criteria) plus ten minste twee van de vier volgende elementen aanwezig zijn
- Hypertriglyceridemie (triglyceriden groter of gelijk aan 1,7 mmol/l (150 mg/dl) of behandeling voor hypertriglyceridemie);
- Verlaagd HDL-cholesterol (kleiner dan 1,03 mmol/l (40 mg/dl) bij mannen en 1,29 mmol/l (50 mg/dl) bij vrouwen of voordien daarvoor behandeld);
- Verhoogde bloeddruk (systolische bloeddruk hoger of gelijk aan 130 mm Hg en diastolische bloeddruk hoger of gelijk aan 85 mm Hg of behandeld voor een gekende arteriële hypertensie);
- Stijging van de nuchtere glycemie - bloedglucosespiegel gemeten in bloedplasma (groter of gelijk aan 5,6 mmol/l (100 mg/dl) of een gekende type 2 diabetes);

Het is een stofwisselingsaandoening die veroorzaakt wordt door een disbalans tussen voedselopname en lichamelijke activiteit. Met andere woorden, te veel eten en te weinig beweging. Hierdoor treedt een verstoring op in de regulatie van de stofwisseling door de hersenen. Het gaat mogelijk om een verstoring van de biologische klok die de stofwisseling, via het autonome zenuwstelsel, aan het dag- en nachtritme aanpast.
Bij de westerse bevolking komt de aandoening vaak voor, met een duidelijke toename in absolute zin, samenhangend met de enorme toename van het overgewicht, daarnaast spelen erfelijke eigenschappen eveneens een rol. Ook in relatieve zin is er sprake van toename van het aantal mensen dat het metabool syndroom ontwikkelt, hierbij is naast de factor overgewicht, de toename van de leeftijd van belang. Het syndroom komt ook voor bij mensen met een normaal gewicht.
Het metabole syndroom is de belangrijkste oorzaak van vroegtijdig ontstaan van aderverkalking. Het risico op het krijgen van deze aandoening aan hart en bloedvaten is ongeveer 16 maal verhoogd ten opzichte van mensen die niet lijden aan het metabool syndroom, terwijl een hartinfarct twee keer zo vaak voorkomt in deze groep.
Er is ook een familiaire component, zoals vaak voorkomende hartaandoeningen beneden de leeftijd van 60 jaar en het frequenter voorkomen van hersenaandoeningen zoals beroertes. Door vroegtijdig symptomen op te sporen die passen bij het metabool syndroom en deze zo mogelijk preventief te behandelen, zijn de vooruitzichten voor mensen met deze aandoening veel gunstiger dan wanneer er pas ingegrepen wordt als er reeds klachten zijn.
Hiernaast kan het metabool syndroom ook voortkomen uit het gebruik van bepaalde medicatie. Berucht daarvoor zijn de atypische antipsychotica zoals Risperidon en Quetiapine.

## Preventie en behandeling
Preventieve maatregelen ter voorkoming van het metabool syndroom zijn onder andere: een regelmatig dag- en nachtritme aanhouden; voldoende beweging (2,5 uur per week) zoals wandelen, tuinieren, sporten en fitness; regelmatig, voldoende en gezond eten; geen tussendoortjes (weinig snoepen) en alcohol met mate nuttigen.
Mogelijke behandelingen van het metabool syndroom zijn onder andere: het herstellen van een regelmatig dag- en nachtritme; meer gaan bewegen en opvoeren naar 2,5 uur per week; regelmatig, voldoende en gezond gaan eten; kiezen voor een gevarieerd, calorie-beperkt of koolhydraatbeperkt dieet. Daarnaast kan er behandeld worden met bloeddrukverlagers (antihypertensiva), bloedsuikerverlagers (orale anti-diabetica) en cholesterolverlagers.